# Jani Christou
Jani Christou (en griego Γιάννης Χρήστου, menos comúnmente transliterado como Iannis Khristu; Heliópolis, Egipto, 8 o 9 de enero de 1926 – Atenas, Grecia, 8 de enero de 1970) fue un compositor griego de música clásica contemporánea.
A pesar de su enigmática y corta vida (algunos datos sobre su nacimiento son objeto de disputa entre sus biógrafos y falleció a los 44 años de edad en accidente de automóvil, al igual que su hermano Evanghelos década y media antes), se considera a Christou como uno de los principales compositores griegos de la segunda mitad del siglo XX junto a Iannis Xenakis y Mikis Theodorakis, por lo innovador de su lenguaje musical.

## Biografía
De madre chipriota y padre griego, Jani Christou nació el 8 de enero de 1926 según algunas fuentes, mientras otras indican el día posterior. Más compleja es la controversia respecto al lugar de su nacimiento: aunque la mayoría de las autoridades lo sitúan en la ciudad egipcia de Heliópolis, otras indican que sucedió en Alejandría, y asimismo se ha hallado una partida de nacimiento (bajo sospecha de falsificación) con su nombre en Nicosia (Chipre).
Comenzó su formación en Alejandría, donde recibió sus primeras clases de solfeo con distintos preceptores, entre ellos la pianista griega Gina Bachauer. Tras la Segunda Guerra Mundial viajó a Inglaterra para cursar Filosofía en Cambridge, donde tuvo como profesores a Bertrand Russell y Ludwig Wittgenstein y consiguió el grado de Maestría en Artes en 1948. Su interés por otras disciplinas como la psicología, la teología o la mitología comparada, que ejercerían un decisivo influjo en su futura creación , le condujo a asistir a un ciclo de conferencias dirigido por Carl Jung en Zúrich. Combinó estos estudios con los de composición musical, siendo discípulo de Hans Redlich en Londres y de Angelo Francesco Lavagnino en Roma. Su primera obra, Μουσική του Φοίνικα  (conocida fuera del mundo heleno como Phoenix Music op. 1), para orquesta, data de 1949 y en ella puede apreciarse el eco del pensamiento junguiano a través del mito del ave Fénix. Al año siguiente concluyó la composición de su primera sinfonía.
Regresó a Alejandría en 1951 y contrajo matrimonio en 1956 con una amiga de su infancia, la pintora de Quios Theresia Horemi. Ese mismo año murió a causa de un accidente de tráfico Evanghelos Christou, el hermano del compositor, hecho que le afectó profundamente y le llevaría a dedicar parte de su tiempo a la edición de su obra literaria póstuma. En 1960 abandonó Egipto, como muchos otros griegos de clase acomodada, debido a las políticas panarabistas de Gamal Abdel Nasser, y desde entonces alternó su residencia entre Quios y Atenas.
Con una prosperidad económica que le permitía dedicarse plenamente a la composición, sus diez últimos años de vida fueron los más intensos en cuanto a la cantidad y la calidad de sus creaciones musicales: a esta etapa pertenecen sus obras de mayor madurez, como Enantiodromia (1965-1968), Mysterion (1965-1966) y Anaparastasis (1968). Su último trabajo, una adaptación para ópera de la Orestiada de Esquilo, quedó inacabado; la noche del 8 de enero de 1970, al regresar de la celebración de su cumpleaños, el coche que conducía su esposa resbaló en el asfalto y chocó frontalmente contra un poste. Jani Christou murió en el acto y Theresia Horemi diez días después, a consecuencia del accidente.

## Producción musical
La obra de Jani Christou se nutre de conceptos e ideas de diferentes disciplinas, tratando de desenterrar las raíces místicas, religiosas y metafísicas que desde su punto de vista eran connaturales a la experiencia musical. Los títulos de sus piezas revelan la importancia del pensamiento y la dramaturgia de la Antigua Grecia en su poética: por ejemplo, compuso música para tragedias de Esquilo (Los persas, Prometeo encadenado, Orestíada) y Sófocles (Edipo Rey), y para la comedia de Aristófanes Las ranas; Mysterion alude a los misterios eleusinos, y Enantiodromia (‘correr en sentido contrario’, en griego clásico) es un término heleno reformulado por Carl Jung, una de sus principales influencias filosóficas. El propio Christou ha descrito así su búsqueda artística:

[Estoy] interesado en una música que confronte, que quiera mirar fijamente el efecto asfixiante, incluso el terror, de una gran parte de la experiencia cotidiana de estar vivo; una música que no busque escapar de los patrones implacables en los que esa experiencia mantiene su despliegue. Una música que no solo no trata de huir de ella, sino que busca sus formas, y las engulle, y las arroja de nuevo hacia fuera, tal como hacen los sueños.

Los musicólogos han dividido su producción en etapas; mientras que algunos como Yannis Papaioannou distinguen seis períodos, Aristocles Carastathis y otros los resumen en tres (los títulos de las piezas se han recogido en su transliteración o traducción más habitual):
- Primer período (1948-1958). Esta etapa arranca con su ópera prima, Phoenix Music (1948), una pieza para orquesta cercana a la atonalidad. El estilo de Christou en sus primeras obras se decanta por una polifonía lineal con intervalos melódicos de extensión muy limitada, como puede apreciarse en sus dos sinfonías (1951 y 1958), Latin Mass (1953) y su serie de lieder basados en poemas de T. S. Eliot (1955).
- Segundo período (1960-1965). Se caracteriza por la intención de superar la atonalidad mediante una interpretación personal del serialismo (el autor lo denominó “post-serialismo”) con énfasis en el ritmo a través de ostinatos intensamente cromáticos, a los que llamaría  “πρότυπα” (prótypa, “pautas” o "patrones”; en inglés, “patterns”). A esta etapa pertenecen, entre otras, las piezas Patterns and Permutations (1960), la Toccata para piano y orquesta (1962), Prometheus Bound (1963, donde incorpora técnicas de la música concreta, como el uso de cinta magnetofónica) o el oratorio Tongues of Fire (1965).
- Tercer período (1966-1970). El concepto de “pautas” se desarrolla y refuerza hasta convertirse en sistemas complejos de eventos sonoros que rigen toda la composición. Christou trata de llevar a cabo lo que él llamó “metamúsica” (“μεταμουσικής”)[14] mediante la integración de diferentes disciplinas artísticas en una obra de arte total y la incorporación un innovador método de notación en las partituras, como sucede en Mysterion (1966), Anaparastasis (1965), Epicycle (1968) o Enantiodromia (1968).[15]

## Principales obras
- Phoenix Music opus 1 (para orquesta) – 1949
- Sinfonía No. 1 – 1949–50
- Latin Mass – 1953
- Six T. S. Eliot Songs (para piano, orquesta y mezzosoprano) – 1955 (piano) / 1957 (orq.)
- Sinfonía No. 2 – 1957–58
- Toccata for piano and orchestra – 1962
- Prometheus Bound – 1963
- Tongues of Fire (a Pentecost oratorio) – 1965
- Persians  – 1965
- Agamemnon – 1965
- Enantiodromia – 1965–68
- The Frogs – 1966
- Mysterion (para orquesta, cinta, coro y solistas) – 1965–66
- Praxis for 12 (para 11 instrumentos de cuerda y director-pianista) – 1966
- Anaparastasis I (The Baritone) – 1968
- Anaparastasis III (The Pianist) – 1968
- Oedipus Rex – 1969
- Oresteia (inacabada) – 1967–70